# エリブリン
エリブリン（Eribulin、開発コードE7389、ER-086526）は、エーザイと岸義人によって共同開発された抗がん剤である。メシル酸塩が商品名ハラヴェン（Halaven）として承認されている。アメリカ国立癌研究所の識別番号はNSC-707389。

## 効能・効果

### 乳癌
2010年11月15日に米国食品医薬品局 (FDA)、2011年1月21日に欧州医薬品庁 (EMA) 医薬品委員会 (CHMP) から、「アントラサイクリン系およびタキサン系抗がん剤を含む少なくとも2種類の癌化学療法による前治療歴のある転移性乳癌」に対する抗がん剤として承認された。2011年12月4日にはカナダ保健省から「2種類以上の癌化学療法による前治療歴のある転移性乳癌」に対しての使用が承認された。日本においても2011年4月22日、「手術不能または再発乳癌」の適応で承認された。

### 悪性軟部腫瘍
2016年1月、米国FDAは「アントラサイクリンによる前治療のある手術不能な脂肪肉腫」の治療への使用を承認した。2016年2月29日には日本で「悪性軟部腫瘍」への適応が追加承認された。
軟部肉腫についての第III相臨床試験の結果、全生存期間の中央値はダカルバジン群の8.4か月に対してエリブリン群は15.6か月であり、全生存期間を有意に延長することが確認された。

### 研究中の癌腫
乳癌と悪性軟部腫瘍の他にも、非小細胞肺癌や、前立腺癌等様々な固形腫瘍に対するエリブリンの適応が研究されている。

## 副作用
重大な副作用として、骨髄抑制、感染症（敗血症、肺炎等）、末梢性ニューロパチー、肝機能障害、間質性肺炎、皮膚粘膜眼症候群（スティーブンス・ジョンソン症候群）、多形紅斑が挙げられている。この内骨髄抑制は白血球減少 (99.2%)、好中球減少 (98.5%) がほぼ必発であるほか、貧血 (23.5%)、血小板減少 (9.1%)、汎血球減少（頻度不明）等が発現する。
その他30%以上の患者に悪心、口内炎、疲労、発熱、食欲減退、脱毛症 が生じる。
QT間隔延長が発生することがある。

## 構造と作用機構
構造的には、エリブリンは海綿由来の天然有機化合物であるハリコンドリンBの大環状ケトン合成アナログ（構造類縁体）である。ハリコンドリンBはハリコンドリア属 (Halichondria) の海綿（クロイソカイメン）から単離された、ユニークな作用機構を有する強力な細胞分裂阻害剤である。エリブリンは微小管の動態を阻害するユニークな機構を示し、微小管の+（プラス）端に存在する少数の高親和性部位に主に結合する。
エリブリンは長期間かつ非可逆的な細胞分裂の阻害によってがん細胞にアポトーシスを引き起こすことで抗がん作用を示す。
2009年に、岸義人らによりE7389（エリブリン）の新規合成経路が報告された。